# Interstate 275 (Michigan)
Pour les articles homonymes, voir Interstate 275.
L'Interstate 275 (I-275) est une autoroute auxiliaire du Michigan qui contourne la région métropolitaine de Détroit, à l'ouest de la ville. L'autoroute passe par les banlieues ouest de Détroit ainsi que par l'Aéroport métropolitain de Détroit. Le terminus sud se situe à l'échangeur avec l'I-75 près de Newport, au nord-est de Monroe. L'autoroute parcourt 35,03 miles (56,37 km) vers le nord jusqu'à la jonction avec l'I-96 ouest, l'I-696 est et la M-5.

## Description du tracé
L'I-275 débute à la sortie 20 de l'I-75 dans le nord-est du comté de Monroe. Les alentours sont constitués de fermes et de quelques lots résidentiels près de Newport. L'autoroute se dirige alors vers le nord-ouest et rencontre d'abord la US 24. L'autoroute se dirige alors au nord et croise plusieurs routes locales.

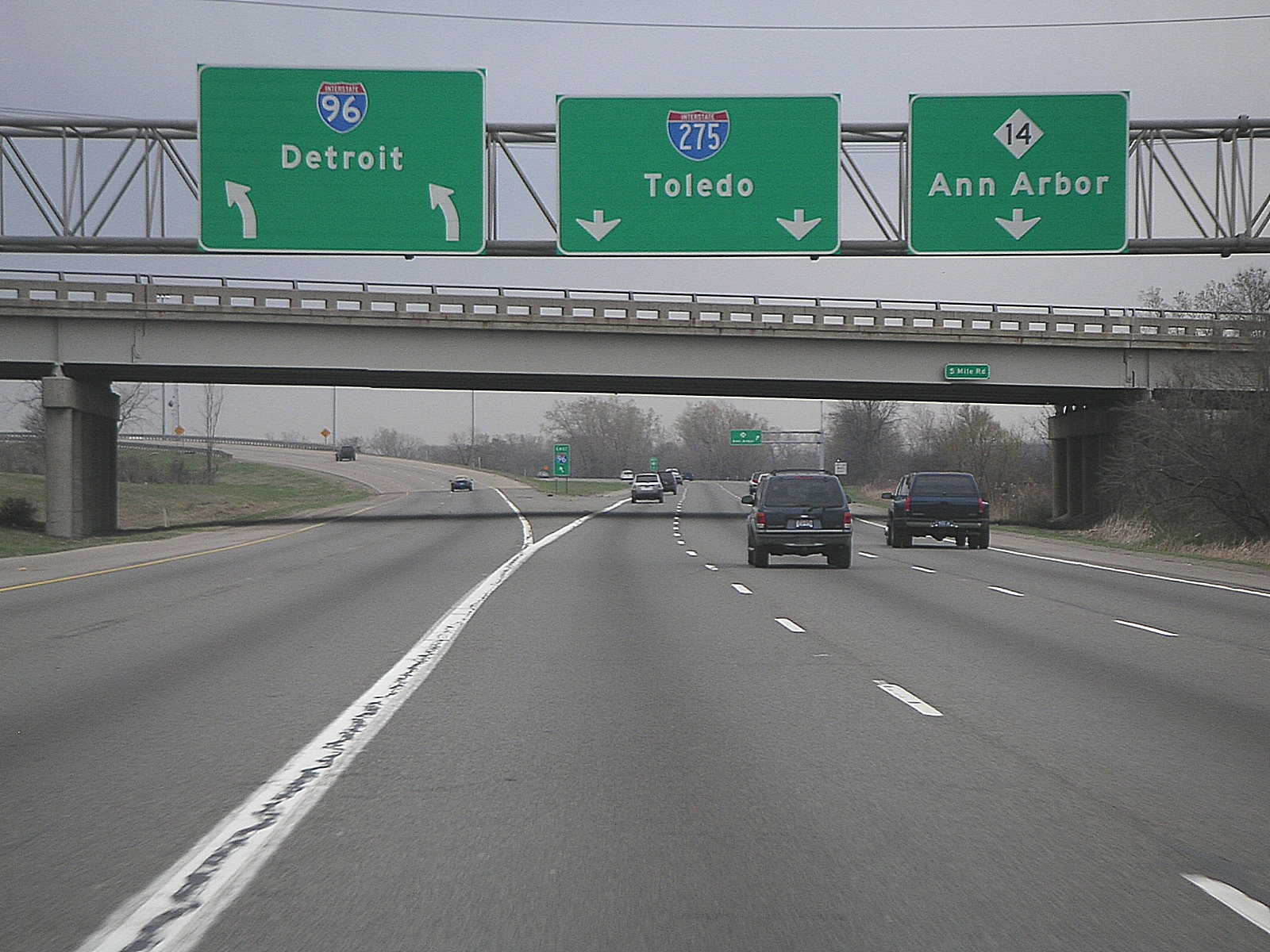
L'I-275 sud à l'endroit où elle se sépare de l'I-96 et rencontre la M-14

En arrivant dans la ville de Romulus, l'I-275 devient davantage une autoroute suburbaine alors qu'elle passe par la limite sud-ouest de l'Aéroport métropolitain de Détroit. Elle rencontre ensuite l'I-94. L'autoroute continue son tracé vers le nord et croise la US 12. Elle se poursuit vers le nord et rencontre la M-153 suivie de l'I-96.
À l'échangeur avec l'I-96, la Federal Highway Administration (FHWA) considère que l'I-275 atteint son terminus nord. Cependant, le Michigan Departement of Transportation (MDOT) continue l'identification de l'I-275 en lui faisant former un multiplex avec l'I-96. L'I-275 et l'I-96 forment ainsi un multiplex sur près de huit miles (13 km) jusqu'au terminus nord de l'I-275 à la rencontre avec la M-5. C'est à cet endroit que l'I-96 se dirige vers l'ouest et l'I-696 vers l'est.

## Liste des sorties
| Interstate 275          |                                 |       |       |        |                                                                           |                                                                                          |
| Comté                   | Municipalité                    | mi    | km    | Sortie | Intersections / Destinations                                              | Notes                                                                                    |
| Monroe                  | Frenchtown Township             | 0,00  | 0,00  | —      | I-75 / LECT (en) – Détroit, Toledo                                        | Sortie 20 de l'I-75                                                                      |
| Monroe                  | Frenchtown Township             | 2,07  | 3,33  | 2      | US 24 (Telegraph Road)                                                    |                                                                                          |
| Monroe                  | Ash Township                    | 5,45  | 8,78  | 5      | Carleton, South Rockwood                                                  |                                                                                          |
| Limite Monroe–Wayne     | Limite township Ash–Huron       | 7,65  | 12,31 | 8      | Will Carleton Road – Flat Rock                                            |                                                                                          |
| Wayne                   | Huron Township                  | 10,66 | 17,16 | 11     | South Huron Road                                                          | Indiqué sortie 11A (est) et 11B (ouest) en direction sud; accès nord au Willow Metropark |
| Wayne                   | Huron Township                  | 12,65 | 20,36 | 13     | Sibley Road – New Boston                                                  |                                                                                          |
| Wayne                   | Romulus                         | 14,63 | 23,55 | 15     | Eureka Road – Aéroport métropolitain de Détroit                           | Accès à l'aéroport sud via John D. Dingell Drive                                         |
| Wayne                   | Romulus                         | 17,20 | 27,68 | 17     | I-94 – Chicago, Ann Arbor, Détroit, Aéroport métropolitain de Détroit     | Accès à l'aéroport nord via Merriman Road; sortie 194 de l'I-94                          |
| Wayne                   | Van Buren Township              | 19,87 | 31,98 | 20     | Ecorse Road – Romulus                                                     |                                                                                          |
| Wayne                   | Canton                          | 22,01 | 35,43 | 22     | US 12 (Michigan Avenue) – Wayne, Ypsilanti                                |                                                                                          |
| Wayne                   | Canton                          | 24,99 | 40,21 | 25     | M-153 (en) (Ford Road) – Canton, Westland                                 |                                                                                          |
| Wayne                   | Plymouth Township               | 27,55 | 44,34 | 28     | Ann Arbor Road – Plymouth, Livonia                                        |                                                                                          |
| Wayne                   | Plymouth Township               | 29,39 | 47,30 | 29     | I-96 est – Détroit M-14 (en) ouest – Ann Arbor                            | Terminus sud du multiplex avec I-96; terminus nord de l'I-96 selon la FHWA               |
| Wayne                   | Livonia                         | 31,22 | 50,24 | 170    | 6 Mile Road                                                               | Numéros de sortie de l'I-96                                                              |
| Wayne                   | Livonia                         | 32,21 | 51,84 | 169    | 7 Mile Road                                                               |                                                                                          |
| Limite Wayne–Oakland    | Limite Livonia–Farmington Hills | 33,27 | 53,55 | 167    | 8 Mile Road (Baseline Road) – Northville                                  |                                                                                          |
| Oakland                 | Farmington Hills                | 35,03 | 56,37 | 165    | I-96 ouest – Lansing I-696 est – Port Huron M-5 (en) (Grand River Avenue) | Terminus nord du multiplex avec I-96; sortie 1 de l'I-696                                |
| - Terminus de multiplex |                                 |       |       |        |                                                                           |                                                                                          |